# هوارد د. وايت
هوارد د. وايت (بالإنجليزية: Howard D. White)‏ هو عالم حاسوب وأمين مكتبة أمريكي، ولد في 15 يونيو 1936 في سولت ليك في الولايات المتحدة.